# Oberösterreichische Landesausstellung 1998

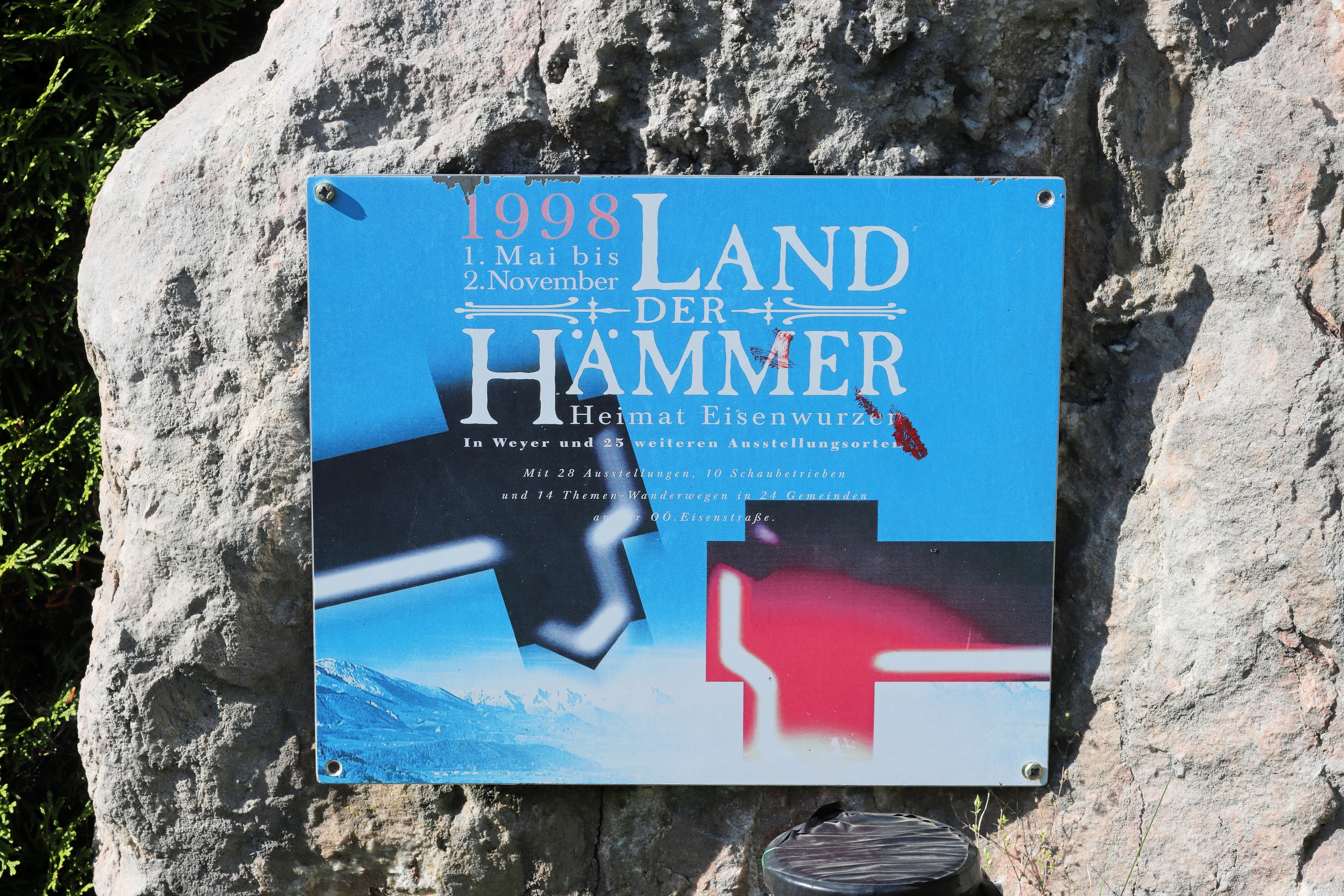
Tafel in Molln mit dem Ausstellungs-Sujet

Die Oberösterreichische Landesausstellung 1998 fand an 26 Orten der Region Pyhrn-Eisenwurzen unter dem Thema Land der Hämmer - Heimat Eisenwurzen statt. Sie war die erste dezentrale Landesausstellung Mitteleuropas.
In der Ausstellung wurden in verschiedenen Projekten Aspekte der religiösen, wirtschaftlichen, kulturelle und sozialen Entwicklung der kulturhistorisch bedeutsamen Landschaft im Südosten in Oberösterreich veranschaulicht. Die zentrale Ausstellung fand in Weyer in einem barocken Eisen- und Proviantspeicher, dem Innerberger Stadel, statt.
Die Landesausstellung hat wesentliche Impulse durch die Stärkung der regionalen Identität für die touristische Entwicklung der Region gesetzt.

## Regionaler Kontext
Der Begriff Eisenwurzen ging ursprünglich von dem Eisenerzbergbau um den steirischen Erzberg aus. Heute versteht man unter Eisenwurzen einen geografischen Raum in Oberösterreich, in der Steiermark und Niederösterreich, indem sich ausgehend vom Abbau der Eisenerze und deren Verhüttung eine charakteristische Gewerbe- und Industrielandschaft entwickelt hat. Nördlich des Erzberges konzentrierte sich der Abbau und Verarbeitung der Erze im sogenannten Innerberger Revier, an den Flussläufen von Ybbs, Enns und Erlauf mit den wirtschaftlichen Zentren Steyr und Waidhofen. Südlich des Erzberges wurden die Erze in Vordernberg und Leoben verarbeitet.
In der ersten Hälfte des 16. Jahrhunderts wurden in diesem Raum etwa 12.000t Eisenerz – etwa 10–14% der gesamten Eisenerzproduktion in Europa – gewonnen. Bereits im 18. Jahrhundert begann die Bedeutung dieser Erzreviers, bedingt durch die zunehmende Konkurrenz in Europa, zu schwinden. Nach dem Ersten Weltkrieg konnten sich nur wenige Standorte und Kleineisenwerke am Markt behaupten.
Ende des 20. Jahrhunderts begann man verstärkt das touristische Potential der Kultur- und Industrieregion zu erkennen und als verschiedene Eisenstraßen-Projekte zu realisieren.

## Ausstellungskonzept und Ausstellungsorte
Im Rahmen der Oberösterreichischen Landesausstellung 1998 wurden an 26 verschiedenen Orten 30 Projekte zum Thema Eisenwurzen präsentiert. Die Leitausstellung Land der Hämmer - Heimat Eisenwurzen fand in Weyer im Innerberger Stadel statt. Hier wurde ein umfassender Überblick über die Grundlagen der Eisenwirtschaft, die Geologie der Region, die Wald- und Energiewirtschaft sowie über die Anfänge der Erzgewinnung und Verhüttung, den wirtschaftlichen Aufschwung und die Blüte im Mittelalter sowie über den Niedergang des Wirtschaftszweiges gegeben. Einen großen Raum in der Ausstellung nimmt die Entwicklung der Region als Kunst- und Kulturlandschaft sowie die Darstellung des Alltagslebens der Menschen in dieser Region ein.
| Ort                    | Lokalität                                                       | Art der Veranstaltung            | Themenschwerpunkt | Bild                                  |
| ---------------------- | --------------------------------------------------------------- | -------------------------------- | --- | ------------------------------------- |
| Bad Hall               | Oberösterreichisches Handwerkermuseum                           | Ausstellung                      | Tradition und Vielfalt des regionalen Handwerks, Rolle der Zünfte im Mittelalter; Rolle der Industrie und des Badebetriebs in Bad Hall für die Entwicklung des Handwerks | Oberösterreichisches Handwerkermuseum |
| Enns                   | Museum Lauriacum                                                | Ausstellung Themenweg            | Römisches Eisen in Lauriacum : Sonderschau mit römischen Fundstücken der Römerstadt Lauriacum; Rolling Stones - Ennskiesel aus dem Südwesten: thematischer Wanderweg entlang der Enns | Lanzenspitzen aus dem Legionärslager  |
| Garsten                | Stift Garsten                                                   | Ausstellung                      | Die Bedeutung des Stiftes Garsten für die Eisenwurzen : Das Stift Garsten als religiöses und kulturelles Zentrum in der Region mit entscheidender Bedeutung für die Entwicklung der Eisenwurzen; Rolle des Geschlechtes der Losensteiner; barocke Baukunst im Stift | Stift Garsten                         |
| Garsten                | Stift Garsten                                                   | Ausstellung                      | Krippenland an der Eisenstraße : Ausstellung von historischen Krippen und Dioramen aus der Region Garsten, Steyr, Enns- und Steyrtal; Ennstaler Kastenkrippen, Nagelschmied- und Pöttmesser-Krippe | Pöttmesser-Krippe                     |
| Garsten                | Nagelschmiede Dambach                                           | Vorführung                       | Die Nagelschmiede im Dambachtal: Demonstration der traditionellen Herstellung von Nägeln in einer nach historischen Vorbildern wieder errichteten Schmiede |                                       |
| Großraming             | Brunnbachschule bei Großraming                                  | Ausstellung                      | Brunnbachschule am Rande des Hintergebirges: Geschichte des Schulwesens, der Ortschaft Brunnbach und der Brunnbachschule von der Dorfschule zum Bildungshauses des Nationalparkes Kalkalpen |                                       |
| Grünburg-Leonstein     | Freilichtmuseum Schmiedleithen                                  | Ausstellung Themenweg            | Auf den Spuren der Schwarzen Grafen : Themenweg und Ausstellung in einem vollständig erhaltenen Gebäudeensemble mit Herren- und Gesindehäuser, Sensenwerkstätten, Magazinen, Ställen und Herrschaftsgarten | Schmiedleithen                        |
| Hinterstoder           | Alpineum                                                        | Ausstellung Themenweg            | Flötzer, Firn und steiler Fels: Sonderausstellung Auf dem Holzweg zur Eisenstraße im Alpineum zur Bedeutung der Holzwirtschaft im Stodertal für die Entwicklung der Eisenindustrie | Schiederweiher                        |
| Klaus                  | Ehemaliger Lokschuppen                                          | Ausstellung Themenweg            | Kraftvoller Lebensquell - Die Wasser der Steyr: Geschichte der Nutzung der Wasserkraft an der Steyr; Sonderausstellung zum Wirken von Walter und Viktor Schauberger; Lehrpfad um den Stausee Klaus | Lokschuppen                           |
| Laussa                 | Sensenschmiede Sonnleithner                                     | Vorführung Ausstellung           | Sensenschmiede Sonnleithner im Sonnental Laussa: Vorführung der traditionellen Herstellung von Sensen; Schauschmieden |                                       |
| Losenstein             | Losenstein bis Kesselfall                                       | Themenweg                        | Nagelschmiedweg: An sechs Stationen werden in originalen Gebäuden verschiedene Kleineisensteingewerke, wie Messerherstellung und Nagelschmieden demonstriert; an anderen Stationen werden Kleinkraftwerke sowie das Vereinsleben und die Alltagskultur der Region gezeigt | Nagelschmiede Stiegelsbach            |
| Micheldorf             | OÖ. Sensenschmiedemuseum                                        | Ausstellung                      | Sensen - Schmiede - Kultur: Ausstellung zur Geschichte der Sensenherstellung und der Arbeits- und Lebensbedingungen der Schwarzen Grafen in sieben historischen Gebäuden | Zunftzimmer im Sensenschmiedemuseum   |
| Molln                  | Zrenner-Stall; Schauwerkstatt Wimmer, Schwarz und Schmiedberger | Vorführung Ausstellung           | Leben und Arbeit an der Krummen Steyrling: In den Schauwerkstätten Wimmer und Schwarz wird die Erzeugung der Mollner Maultrommel demonstriert, von denen in der Blütezeit bis zu 3 Millionen Stück jährlich hergestellt wurden; In der Schwertschmiede Schmiedberger wurde die Herstellung von Hellebarden und Schwerter vorgeführt. Exponate im „Museum im Dorf“ im ehemaligen Zrenner-Stall veranschaulichen die Geschichte des Mollner Maultrommel-, Schaufelhacker- und Wagnerhandwerks. Ein weiterer Themenschwerpunkt der Ausstellung ist der Umgang mit den wiederkehrenden Hochwassern an der Krummen Steyrling. | Kunstschmiede Schmiedberger           |
| Roßleithen             | Sensen- und Mähmesserwerk Schröckenfux                          | Ausstellung Themenweg            | Tal der Quellen, Hämmer und Mühlen: Im Sensenwerk Schröckenfux wird die traditionelle Herstellung von Sensen vorgeführt. Wanderweg zur Stummer Mühle (mit Mahlvorführung), Waldhammer bis zur Karstquelle Prießling-Ursprung. | Sensenwerk Roßleithen                 |
| St. Pankraz            | Pfarrhof von St. Pankraz                                        | Ausstellung                      | Wilderer im Alpenraum - Rebellen der Berge: Ausstellung zur Geschichte der Wilderei und Schicksal der Wilderer, u. a. von Pius Walder | St. Pankraz                           |
| Scharnstein            | Sensenwerk Geyerhammer                                          | Vorführung Ausstellung           | Mächtig dröhnt der Hämmer Klang: Schauschmieden in der größten Sensenfabrik der k.u.k. Monarchie; gründerzeitliches Industriegebäudeensemble; Ausstellung über den Technikwandel in der Region | Museum Geyerhammer                    |
| Sierning               | Wahlmühle                                                       | Themenweg Ausstellung Vorführung | Heiß umfehdet, wild umstritten - Leben und Überleben an der Eisenstraße: Ausstellung zur Geschichte der Sierninger Brauerei; Schaubrauen, Themenweg: Das Wandern ist des Müllers Lust zu zwölf Mühlen | Wahlmühle                             |
| Spital am Pyhrn        | Lindermayrschmiede                                              | Vorführung Ausstellung           | Huf- und Hackenschmiede Lindermayr: Schmiedevorführungen; Ausstellung von Spitaler Schmiedeprodukten | Schauschmiede                         |
| Spital am Pyhrn        | Stift Spital am Pyhrn                                           | Ausstellung                      | Pilger, Paß und Puschen: Multimediaausstellung zur Geschichte des Naturraumes Pyhrn - Priel und des Stiftes; barocke Baukunst und Spitaler Kunstschmiedearbeiten; Österreichisches Felsbildermuseum | Lindermayr-Schmiedearbeit im Stift    |
| Steinbach an der Steyr | Messerermuseum                                                  | Ausstellung Themenweg            | Umbruch und Aufbruch an der Eisenstraße: Ausstellung in der ehemaligen Werkstatt der Innung über die Arbeitswelt der Messerer und Klingenschmiede; Themenwanderweg entlang der Steyr (Messererweg) | Messerermuseum                        |
| Steinbach am Ziehberg  | Kalkbrennofen Krapfenmühle                                      | Ausstellung Vorführung           | Die Kalkbrenner von Steinbach am Ziehberg: Ausstellung zur Geschichte der Gewinnung und Verarbeitung von Kalkstein in der Region; Schauvorführung Kalklöschen | Kalkbrennofen Krapfenmühle            |
| Steyr-Grünburg         | Steyrtalbahn                                                    | Eisenbahn Ausstellung            | Wo es raucht und faucht: älteste, dampfbetriebene 760mm-Schmalspurbahn von Steyr-Lokalbahnhof nach Grünburg; Ausstellung mit Exponaten zur Geschichte der Steyrtalbahn im Bahnmuseum Grünburg | Steyrtalbahn in Grünburg              |
| Steyr                  | Museum Industrielle Arbeitswelt                                 | Ausstellung                      | glühendrot / krisenbleich. Zeitmontagen zu Arbeit und Kultur der Industrieregion Steyr : interaktive Ausstellung zur Geschichte Steyrs | Museum Arbeitswelt                    |
| Steyr-Sarning          | ehemalige Reithofferwerke                                       | Ausstellung                      | Tradition - Innovation. Die industrielle Entwicklung der Region Steyr: Ausstellung von historischen und aktuellen Fahrzeugen, Waffen, Maschinen und Designprodukten aus der Region Steyr im denkmalgeschützten Gebäude der ehemaligen Reithofferwerke | Reithofferwerke                       |
| Steyr                  | BMW-Motorenwerk                                                 | Ausstellung Führungen            | Drehmomente. Ausstellung und Werksrundgang: Multimedia-Ausstellung zur Geschichte der Herstellung von Motoren in Steyr; Führungen durch das Werk | BMW-Werke Steyr                       |
| Trattenbach            | Museumsdorf Trattenbach                                         | Themenweg Ausstellung Vorführung | Im Tal der Feitelmacher: Themenweg im Trattenbachtal mit verschiedenen Werkstätten, in denen der traditionelle Taschenfeitel hergestellt wird; Museum in der Wegscheid zeigt Werkzeuge und Exponate aus dem Leben der Trattenbacher Messerer | Schleiferei zum König                 |
| Weyer                  | Innerberger Stadel                                              | Ausstellung                      | Land der Hämmer - Heimat Eisenwurzen : Leitausstellung zur Geschichte der Eisenwurzen und der Arbeits- und Lebensbedingungen der Menschen in dieser Region | Innerberger Stadel                    |
| Weyer-Land             | Bergknappenhaus Unterlaussa                                     | Ausstellung                      | Knappenhaus Unterlaussa: Ausstellung in der Infostelle des Nationalparkes zur Geschichte des Bauxitabbaus und der Aluminiumgewinnung in der Region |                                       |
| Weyer-Markt            | Balgsetzerhaus                                                  | Ausstellung Vorführung           | Balgsetzerhaus - Haus der Bäuerlichkeit: Ausstellung zum Thema Bäuerliches Handwerk in der ehemaligen Balgsetzerwerkstatt; Vorführungen traditioneller Handwerkstechniken | Balgsetzerhaus                        |
| Windischgarsten        | verschiedene Orte                                               | Ausstellung Themenweg            | Arkadenhof - Proviantstraße: Kulturveranstaltungen in einem ehemaligen Handelshof; Gabromagus - Die römische Herberge in Windischgarsten: archäologische Ausgrabung an einem wichtigen römischen Verkehrsweg; Psalmenweg: 45 schmiedeeiserne Grabkreuze im Kirchgarten der Pfarrkirche hl. Jakob | Schoisswohlkreuz in St. Jakob         |

## Themenwege

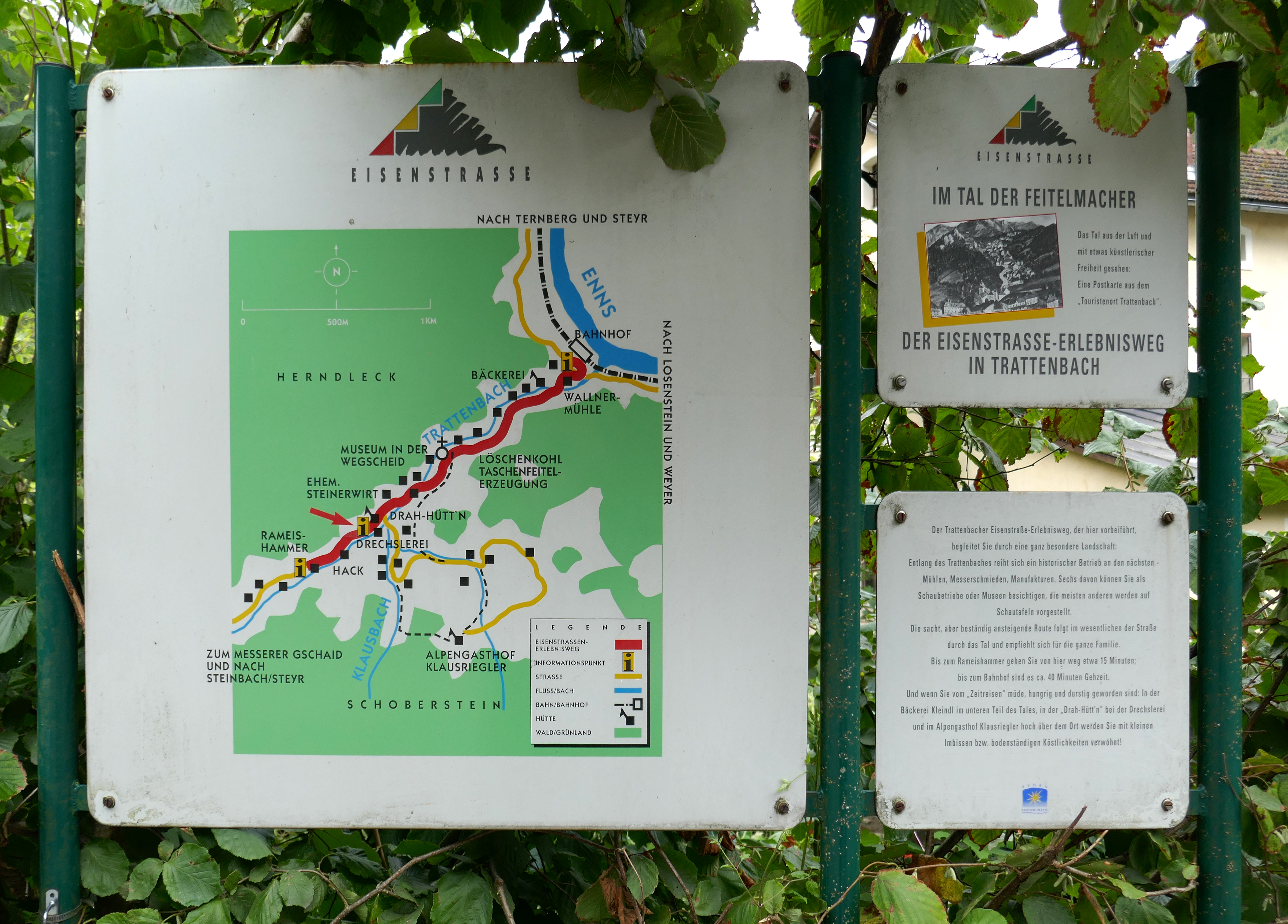
Informationstafel Im Tal der Feitelmacher in Trattenbach

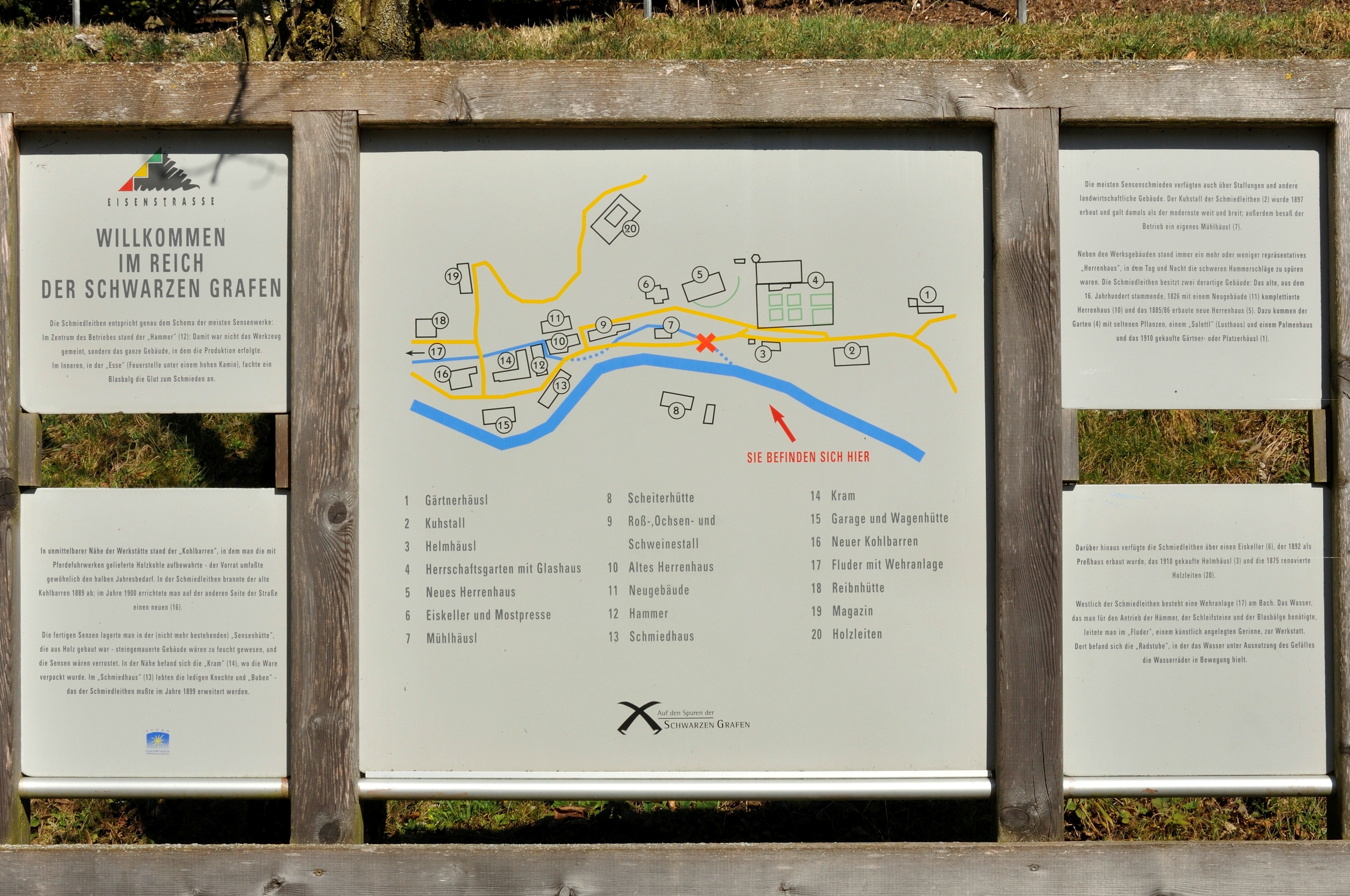
Informationstafel Auf den Spuren der Schwarzen Grafen im Museumsensemble Schmiedleithen

Die Ausstellungen und Projekte im Rahmen der Landesausstellung wurde durch 14 Themenwege ergänzt. Die Rad- oder Wanderwege wurden mit Informationstafeln ausgestattet, die über die Geschichte von historischen Gebäuden, das Leben der Bewohner und die Entwicklung der Industrie informieren. Die Themenwege werden auch noch nach Abschluss der Landesausstellung touristisch genutzt.
- Enns: Ennskiesel aus dem Südwesten
- Hinterstoder: Flötzersteig
- Klaus: Natur und Technik am Klausersee
- Laussa: Energiepfad
- Leonstein - Grünburg: Auf den Spuren der Schwarzen Grafen
- Losenstein: Nagelschmiedweg
- Micheldorf: Micheldorfer Sengschmiedroas
- Scharnstein: Sensenweg
- Steinbach: Messererweg
- Trattenbach: Im Tal der Feitelmacher
- Windischgarsten: Millionenweg
- Windischgarsten: Proviantweg
- Windischgarsten: Psalmenweg
- Windischgarsten - Roßleithen: Garstnerthaler Radl-Rundroas